# Gmina Ryn
Die Gmina Ryn [rɨn] ist eine Stadt-und-Land-Gemeinde im Powiat Giżycki der Woiwodschaft Ermland-Masuren in Polen. Ihr Sitz ist die gleichnamige Stadt (deutsch Rhein) mit etwa 2850 Einwohnern.

## Geographie

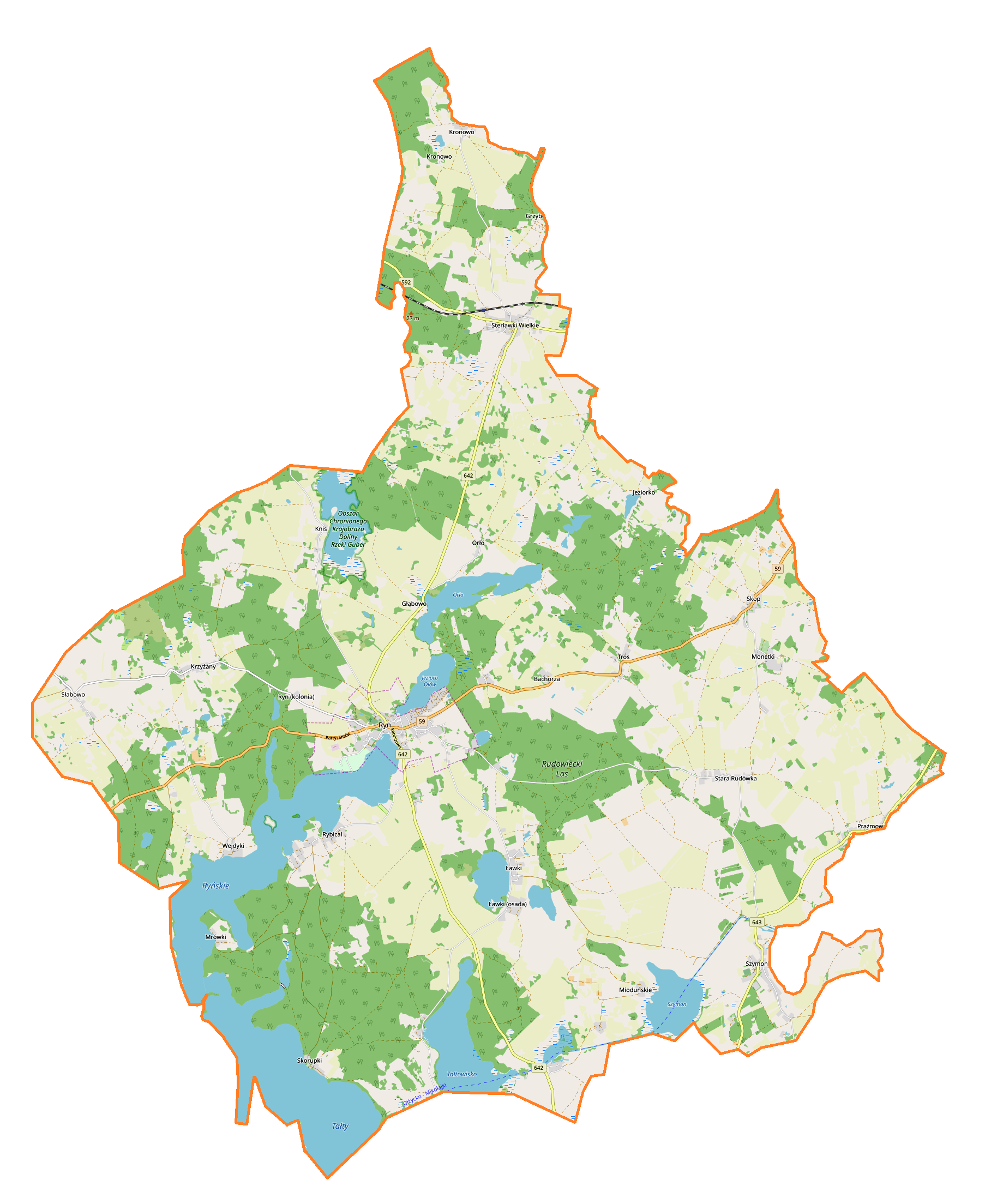
Karte der Gemeinde

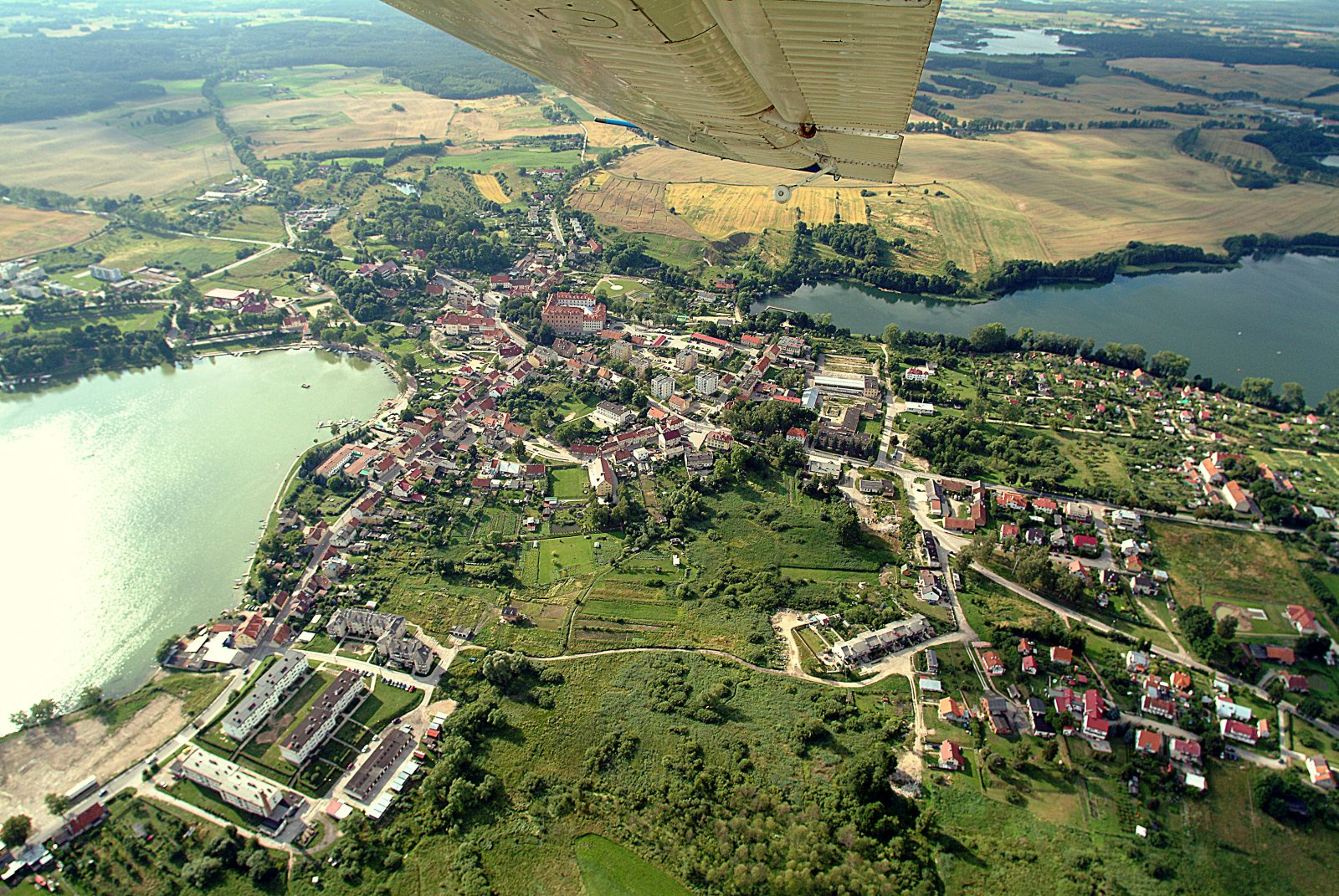
Luftbild der Stadt Ryn

Die Gemeinde liegt im Osten der Woiwodschaft im ehemaligen Ostpreußen. Die Kreisstadt Giżycko (Lötzen) liegt etwa acht Kilometer nordöstlich. Nachbargemeinden sind Kętrzyn im Nordwesten, Giżycko im Nordosten, Miłki im Südosten, Mikołajki im Süden und Mrągowo im Südwesten.
Das Gebiet der Gemeinde gehört zur Masurischen Seenplatte. Es gibt eine Reihe größerer und kleiner Seen. Der Jezioro Ryńskie (Rheiner See) bildet mit dem Tałty (Talter Gewässer) einen 20 Kilometer langen See mit 18,3 km² Fläche. Er gehört zu den größten und tiefsten Seen der Region.
Die Gemeinde hat eine Fläche von 211,2 km², die zu 58 Prozent land- und zu 21 Prozent forstwirtschaftlich genutzt werden.

## Geschichte
Die Landgemeinde wurde 1973 wieder gegründet, nachdem ihr Gebiet von 1954 bis 1972 in Gromadas aufgeteilt war. Stadt- und Landgemeinde wurden 1990/1991 zur Stadt-und-Land-Gemeinde vereinigt. Das Gemeindegebiet gehörte von 1946 bis 1975 zur Woiwodschaft Olsztyn und anschließend bis 1998 zur Woiwodschaft Suwałki. Zum 1. Januar 1999 kam die Gemeinde wieder zum Powiat Giżycki und zur Woiwodschaft Ermland-Masuren, die neu gebildet wurde und dem polnischen Teil der ehemaligen Provinz Ostpreußen entspricht.

## Partnerschaften
Gemeindepartnerschaften bestehen seit 2001 mit der Rajongemeinde Jurbarkas in Litauen und seit 2006 mit Amt Neuhaus in Niedersachsen, Deutschland.

## Religion
Im Gemeindegebiet gibt es drei römisch-katholische Pfarrkirchen mit zwei Filialkapellen: Ryn mit Monetki (Sophienthal) und Ławki (Lawken), Szymonka (Schimonken) sowie die Pfarrkirche in Sterławki Wielkie (Groß Stürlack).
Angehörige der evangelisch-augsburgischen Kirche besuchen Pfarrkapelle in der Stadt Ryn und deren Filialkapelle in Sterławki Wielkie (Groß Stürlack), die zur Diözese Masuren gehören.

## Gliederung
Die Stadt-und-Land-Gemeinde Ryn (gmina miejsko-wiejska) besteht aus der Stadt selbst und 19 Dörfern (deutsche Namen amtlich bis 1945) mit Schulzenamt (sołectwo):
- Canki (Waldhof)
- Głąbowo (Glombowen, 1938–1945 Leithof)
- Jeziorko (Jesziorken, 1928–1945 Preußenburg)
- Knis (Gneist)
- Kronowo (Kronau)
- Krzyżany (Krzysahnen, 1927–1945 Steinwalde)
- Ławki (Lawken, 1938–1945 Lauken)
- Mioduńskie (Mniodunsken, 1929–1945 Immenhagen)
- Monetki (Sophienthal)
- Orło (Orlen, 1938–1945 Arlen)
- Prażmowo (Salpia)
- Rybical (Rübenzahl)
- Skop (Skoppen, 1938–1945 Reichenstein)
- Słabowo (Slabowen, 1928–1945 Langenwiese)
- Stara Rudówka (Alt Rudowken, 1939–1945 Hammerbruch)
- Sterławki Wielkie (Groß Stürlack)
- Szymonka (Schimonken, 1938–1945 Schmidtsdorf)
- Tros (Trossen)
- Wejdyki (Weydicken, 1938–1945 Weidicken)

Kleinere Orte und Weiler sind diesen Schulzenämtern zugeordnet:
- Bachorza (Wiesenthal)
- Grzybowo (Grzybowen, 1929–1945 Birkensee)
- Hermanowa Wola (Hermanawolla, 1929–1945 Hermannshorst)
- Knis-Podewsie (Gneisthöhe)
- Kronowo (osada)
- Ławki (osada) (Gut Lawken, 1938–1945 Domäne Lauken)
- Mleczkowo (Reichenhof)
- Mrówki (Mrowken, 1929–1945 Neuforst)
- Ryński Dwór (Rheinshof)
- Ryńskie Pole (Rheinsfelde)
- Siejkowo (Justusberg)
- Skorupki (Skorupken, 1927–1945 Schalensee)
- Zielony Lasek (Grünwalde)

## Verkehr
Die Landesstraße DK59 (ehemals Reichsstraße 140) führt von der Kreisstadt Giżycko (Lötzen) über Ryn nach Mrągowo (Sensburg) und Rozogi (Friedrichshof). In Ryn kreuzt die Woiwodschaftsstraße DW642, die die Nord-Süd-Achse durch das Gemeindegebiet darstellt. Die DW592 verläuft von der Kreisstadt durch den Norden der Gemeinde nach Kętrzyn (Rastenburg) und Bartoszyce (Bartenstein). Durch den Südosten der Gemeinde führt die Woiwodschaftsstraße DW643.
Der nächste größere internationale Flughafen ist Danzig.
Bahnstation an der Bahnstrecke Głomno–Białystok ist Sterławki Wielkie. – Ryn war von 1949 bis 1971 Endstation der wieder betriebenen Rastenburger Kleinbahnen.
Ryn hat eine moderne Marina für Haus- und Segelboote.